# 瑞银证券
瑞银证券 (英語：UBS Securities Co., Ltd.)是一家中外合资的证券公司，主要经营证券经纪，管理，投资，承销，保荐和交易。

## 历史
2006年成立，前身是债务缠身的北京证券。由北京国翔资产管理有限公司、瑞银集团、中国建银投资、国家开发投资公司、中粮集团、国际金融公司合资成立。2018年11月30日瑞银集团持股比例达到51%，成为中国首家通过增持股权以实现控股合资证券公司的外资金融机构。
2021年7月24日，中国证券监督管理委员会发布《2021年证券公司分类结果》，其中瑞银证券被评为A级，与2020年持平。